# Droga I/53 (Czechy)
Droga krajowa 53 (cz. Silnice I/53) – droga I kategorii w południowych Czechach. Łączy Pohořelice i drogę krajową 52 (E461) ze Znojmem, gdzie łączy się z drogą nr 38 stanowiącą fragment trasy europejskiej E59. 
W latach 1940 – 1945 była częścią Reichsstraße 343.
Całkowita długość drogi wynosi około 38 km.